# Caso esivo-modal
El caso esivo-modal es un caso en el idioma húngaro que expresa el estado, la capacidad, la tarea en la que alguien está o que alguien tiene ( Caso esivo , por ejemplo, "como recompensa", "por ejemplo"), o la manera en que se lleva a cabo una acción, ocurre un evento, o el idioma que alguien conoce ( caso modal , por ejemplo, "descuidado", "inesperadamente", "habla alemán ").
Un ejemplo de esto estaría en la oración "Beszélek magyar ul ". (Hablo húngaro). La oración denota la capacidad de poder hablar el idioma húngaro. De acuerdo con las reglas de armonía de vocales , ul se convierte en ül en casos como "Beszélek német ül ". (Hablo alemán.) porque la palabra "alemán", német se compone completamente de vocales medias y/o frontales.